# Manuel Bento Rodrigues da Silva
Manuel Bento Rodrigues da Silva (ur. 25 grudnia 1800 w Vila Nova de Gaia, zm. 26 września 1869 w Lizbonie) – portugalski duchowny rzymskokatolicki, biskup Coimbry, patriarcha Lizbony, kardynał.

## Biografia
11 marca 1826 przyjął święcenia prezbiteriatu.
24 listopada 1845 papież Grzegorz XVI prekonizował go biskupem pomocniczym lizbońskim oraz arcybiskupem in partibus infidelium mityleńskim. 22 lutego 1846 w kościele św. Wincentego za Murami przyjął sakrę biskupią z rąk patriarchy Lizbony kard. Guilherme Henriquesa de Carvalho.
30 października 1851 został biskupem Coimbry z zachowaniem ad personam tytułu arcybiskupa, co zatwierdził papież Pius IX 15 marca 1852.
18 marca 1858 wybrany patriarchą Lizbony. Podczas konsystorza 25 czerwca 1858 został mianowany przez Piusa IX kardynałem prezbiterem. Nie objął kościoła tytularnego. Jako że zmarł za pontyfikatu Piusa IX, nigdy nie uczestniczył w konklawe.